# Адольфо Педернера
Адольфо Альфредо Педернера (ісп. Adolfo Pedernera, нар. 15 листопада 1918, Авельянеда, Аргентина — пом. 12 травня 1995, Буенос-Айрес) — аргентинський футболіст, що грав на позиції нападника. По завершенні ігрової кар'єри — тренер.
П'ятиразовий чемпіон Аргентини. Чемпіон Уругваю (як тренер). Чемпіон Аргентини (як тренер). У складі збірної — дворазовий володар Кубка Америки.

## Клубна кар'єра
Вихованець футбольної школи клубу «Уракан». У дорослому футболі дебютував 1934 року виступами за команду клубу «Рівер Плейт», в якій провів дванадцять сезонів, взявши участь у 287 матчах чемпіонату. За цей час п'ять разів виборював титул чемпіона Аргентини. У середині 1940-х разом з Хуаном Муньйосом, Хосе Морено, Анхелєм Лабруною і Феліксом Лусто складав грізну п'ятірку нападників, яка була відома серед вболівальників як «машина» (ісп. La Máquina).
Згодом з 1947 по 1954 рік грав у складі команд клубів «Атланта», «Уракан» та «Мільйонаріос».
Завершив професійну ігрову кар'єру у клубі «Уракан», у складі якого вже виступав раніше. Прийшов до команди 1954 року, захищав її кольори до припинення виступів на професійному рівні 1954 року.

## Виступи за збірну
1937 року дебютував в офіційних матчах у складі національної збірної Аргентини.
У складі збірної був учасником трьох розіграшів Кубка Америки — 1941, 1942 і 1946 року, на першому й останньому з яких здобувши титули континентального чемпіона.

## Кар'єра тренера
Розпочав тренерську кар'єру, ще продовжуючи грати на полі, 1951 року, очоливши тренерський штаб клубу «Мільйонаріос».
Надалі очолював команди клубів «Уракан», «Насьйональ», «Хімнасія і Есгріма», «Індепендьєнте» (Авельянеда), «Америка де Калі», «Бока Хуніорс», «Кільмес», «Тальєрес», «Банфілд» та «Сан-Лоренсо».
Також працював з національною збірною Колумбії (1961—1962), на чолі якої був учасником чемпіонату світу 1962 року у Чилі, де колумбійці завершили виступи на груповому етапі, на якому здобули лише одну нічию у трьох матчах. 1969 року також декий час працював зі збірною Аргентини, утім дуже невдало — під його керівництвом команда провалила відбірковий турнір до чемпіонату світу 1970 року, уперше у своїй історії не пробившись до фінальної частини світової першості.
Помер 12 травня 1995 року на 77-му році життя у місті Буенос-Айрес.

## Титули та досягнення

### Як гравця
«Рівер Плейт»
- Чемпіон Аргентини: 1936, 1937, 1941, 1942, 1945

Аргентина
- Чемпіон Південної Америки: 1941, 1946
- Срібний призер Чемпіонату Південної Америки: 1942

### Як тренера
«Насьйональ»
- Чемпіон Уругваю: 1955

«Бока Хуніорс»
- Чемпіон Аргентини: 1964